# Período Kofun
O período Kofun (古墳時代, Kofun jidai)  é uma era na história do Japão por volta de 250 a 538 d.C.. Segue-se ao período Yayoi. A palavra japonesa kofun refere-se ao tipo de túmulo que data dessa era. O período Kofun e o subsequente período Asuka algumas vezes são chamados coletivamente de período Yamato. O período Kofun é a era mais antiga da história registrada do Japão. Como a cronologia de suas fontes históricas tende a ser muito distorcida, estudos desse período exigem um certo criticismo deliberado e o auxílio da arqueologia.
O período Kofun difere-se do período Asuka por suas diferenças culturais. O período Kofun é caracterizado por uma cultura xintoísta que existiu antes da introdução do budismo. Politicamente, o líder de um clã poderoso ganhou controle da maior parte do oeste de Honshu e a metade norte de Kyushu, dando origem posteriormente à Casa Imperial do Japão. Os túmulos Kofun de Tanegashima e dois santuários xintoístas muito antigos em Yakushima sugerem que essas ilhas eram a fronteira ao sul do estado Yamato.

## Túmulos Kofun
Os kofuns são definidos como os túmulos construídos para as pessoas da classe dominante durante os século 3º a 7º no Japão, sendo que o período Kofun toma seu nome devido a esses túmulos característicos. Tais túmulos contêm grandes câmaras de pedras. Alguns são cercados por fossos.
O kofun aparece de diversas formas diferentes, sendo as redondas e quadradas as mais simples. Um estilo distinto é o kofun em forma de buraco de chave, com sua frente quadrada e sua traseira redonda. O kofun varia em tamanho de alguns metros a mais de 400 metros de comprimento. Figuras de barro chamadas de Haniwa foram queimadas dentro da circunferência.

### Desenvolvimento

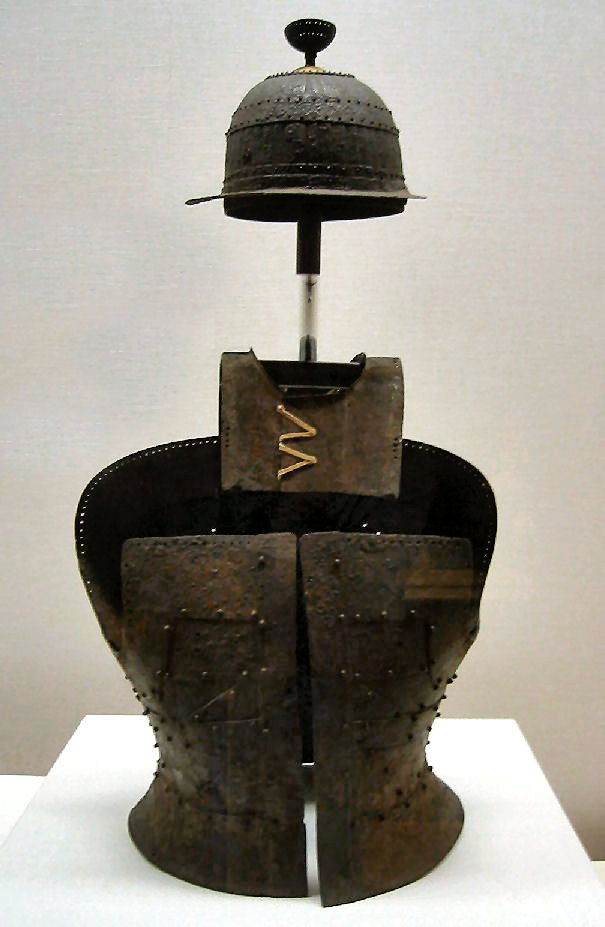
Capacetes e armaduras de ferro com decoração de bronze, período Kofun, século 5º. Museu Nacional de Tóquio.

O kofun mais antigo do Japão se localizaria em Sakurai, Nara, datando do final do século 3º. No distrito Makimuku de Sakurai, kofuns posteriores (Kofun de Hashihaka, Kofun de Shibuya Mukaiyama) foram construídos por volta do começo do século 4º. A tendência dos kofuns em formato de fechadura se espalharam a partir da província de Yamato até Kawachi (onde kofuns gigantes como o Saisenryo Kofun existe), e então por todo o país (exceto a região de Tohoku) no século 5º. Os kofuns em formato de fechadura desapareceram no século 6º, provavelmente devido à drástica reforma que ocorreu na corte Yamato. O Nihon Shoki registra a introdução do budismo nessa época. Os dois grandes últimos kofuns são o Imashirozuka kofun (comprimento: 190 metros), de Osaka, o qual os estudiosos de hoje acreditam ser o túmulo do Imperador Keitai, e o kofun Owatoyama (comprimento: 135 metros), de Fukuoka, que foi registrado no Fudoki de Chikugo como o túmulo de Iwai, o arquirrival político de Keitai.

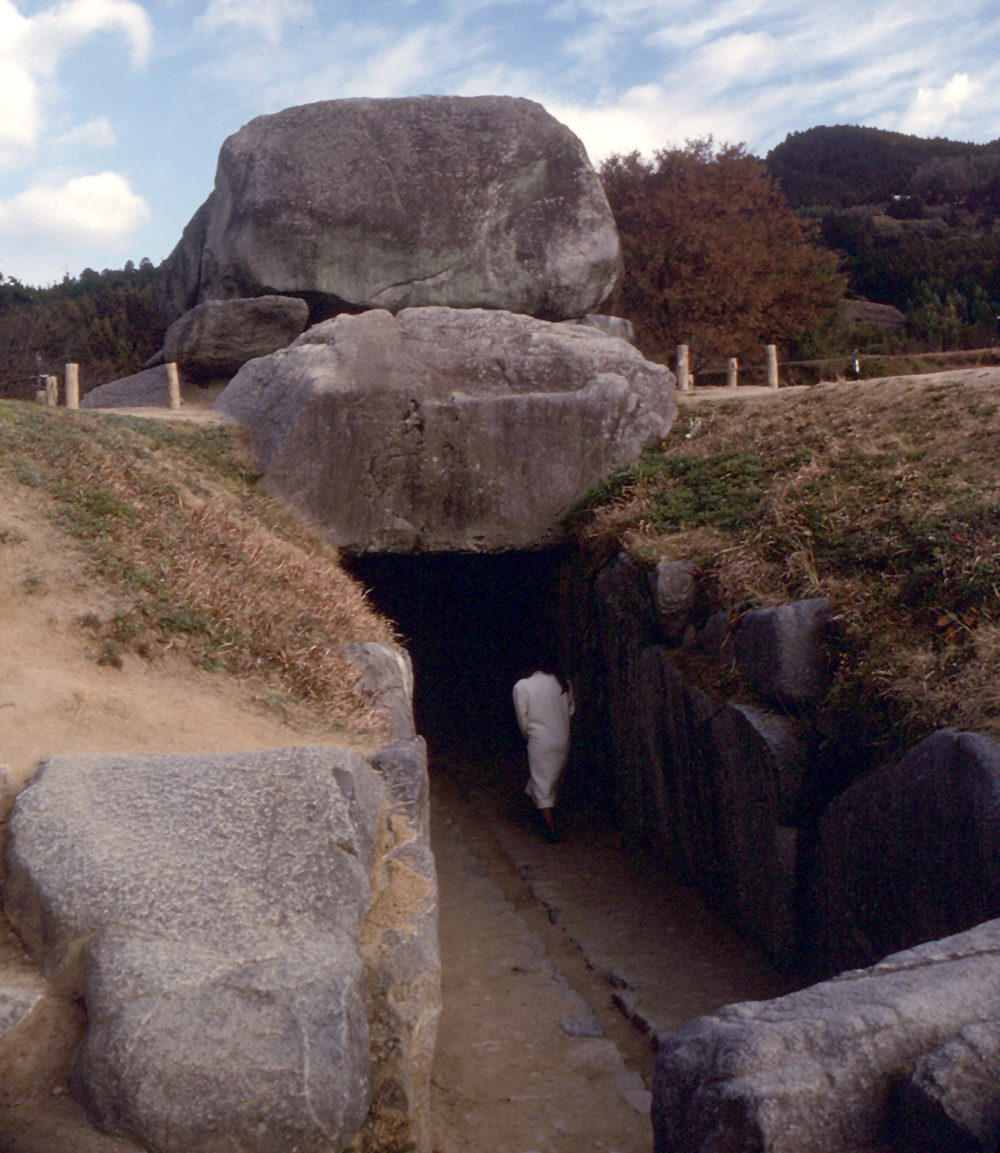
Kofun

## A Corte Yamato
Apesar de muito se falar do ano de 250 d.C., há controvérsia sobre o verdadeiro início do domínio Yamato. O início da corte também possui ligação com a controvérsia do Yamataikoku e sua queda. Independentemente disso, é geralmente aceito que os dominadores Yamato exerceram um papel central na cultura kofun e detinham a hegemonia do período Yamato até o século IV. A autonomia regional dos poderes locais continuaram nesse período, particularmente em lugares como Kibi (atual província de Okayama), Izumo (atual província de Shimane), Koshi (atuais províncias de Fukui e Niigata), Kenu (norte da região de Kanto), Chikushi (norte de Kyushu), e Hi (centro de Kyushu). Somente a partir do século VI que é possível dizer que os clãs Yamato dominavam toda a metade sul do Japão. Por outro lado, as relações do Yamato com a China provavelmente começaram no final do século IV, de acordo com o Sòng Shū (Livro de Song).
A política Yamato, que surgiu no final do século V, distinguia-se dos poderosos clãs (豪族, Gōzoku). Cada clã era liderado por um patriarca (氏上, Uji-no-kami) que realizava rituais sagrados para os deuses a fim de garantir o bem-estar a longo prazo do clã. Os membros do clã formavam a aristocracia, enquanto a linhagem real que era controlada pela Corte Yamato estava em seu topo. Líderes poderosos do clã recebiam o kabane, um título que indicava sua posição política. Esse título era passado de geração para geração e usado no lugar do nome da família.
O período Kofun da cultura japonesa é, algumas vezes, chamado de período Yamato por alguns estudiosos ocidentais, visto que essa liderança local cresceu e acabou se tornando a dinastia Imperial no final do período. O Yamato e sua dinastia, entretanto, eram apenas um rival político entre tantos outros da era Kofun. Arqueólogos japoneses enfatizam que, na primeira metade do período Kofun, outras lideranças regionais, como o Reino de Kibi, estavam em disputa acirrada pela dominância ou importância no arquipélago. O Kofun de Tsukuriyama, construído pelos Kibi, é o quarto maior de todo o Japão.

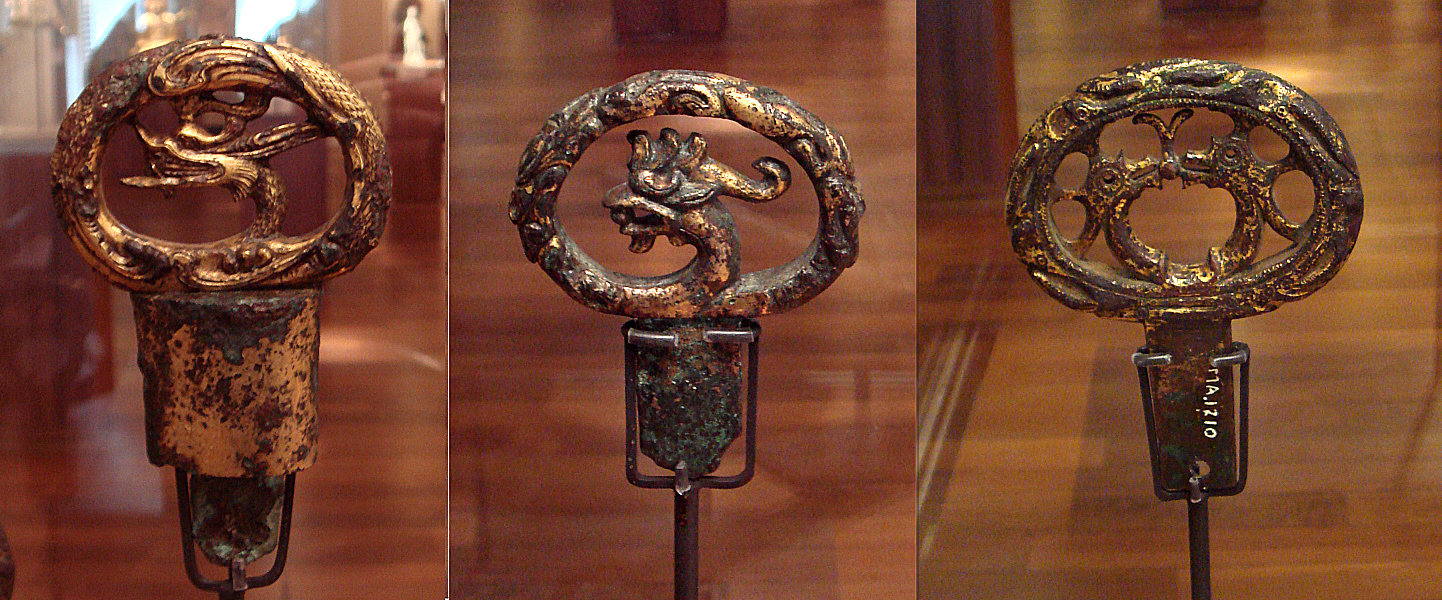
Punhos de espadas douradas, período Kofun, século VI, Japão.

A Corte Yamato, ao final do período, conseguiu dominar os clãs de Kyushu e Honshu, concedendo títulos, alguns hereditários, de chefias de clãs. O nome Yamato tornou-se sinônimo de todo o Japão, visto que os líderes Yamato suprimiram os clãs e adquiriram grandes quantidades de terras aráveis. Baseando-se no modelo chinês (incluindo a adoção da linguagem escrita chinesa), eles começaram a desenvolver uma administração central e uma corte imperial com a participação de chefes de clãs subordinados, embora não tivessem uma capital fixa. Os clãs mais poderosos e famosos eram os clãs Soga, Katsuraki, Heguri, Koze, na província de Yamato  e na província de Bizen, e o Clã Kibi na província de Izumo. Os clãs Otomo e Mononobe formavam os líderes militares, enquanto os clãs Nakatomi e Inbe realizavam rituais. O clã Soga fornecia os ministros mais importante do governo, enquanto os clãs Otomo e Mononobe forneciam os ministros do segundo escalão. Os líderes das províncias eram chamados de Kuni-no-miyatsuko. Os ofícios eram organizados em guildas.
A Corte Yamato tinha relações com a Confederação Gaya, chamada de Mimana em japonês. Existem evidências arqueológicas achadas em tumbas Kofun, que mostravam semelhanças na forma, arte e vestimentas dos nobres. Baseados no Kojiki e no Nihon Shoki, historiadores japoneses especialistas no kokugaku alegam que Gaya era uma colônia do estado de Yamato, uma teoria que atualmente é amplamente rejeitada. É mais provável que todos esses estados eram dependentes de alguma forma das dinastias chinesas. Entretanto, estudiosos chineses apontam que o Livro de Song, da Dinastia Liu Song, escrito pelo historiador chinês Shen Yue (441-513), apresentava a soberania do Japão como uma soberania da Confederação de Gaia. Mais recentemente, túmulos kofun contendo jades foram encontrados no Japão, na região de Baekje e na região da Confederação de Gaya .

### Expansão Territorial de Yamato

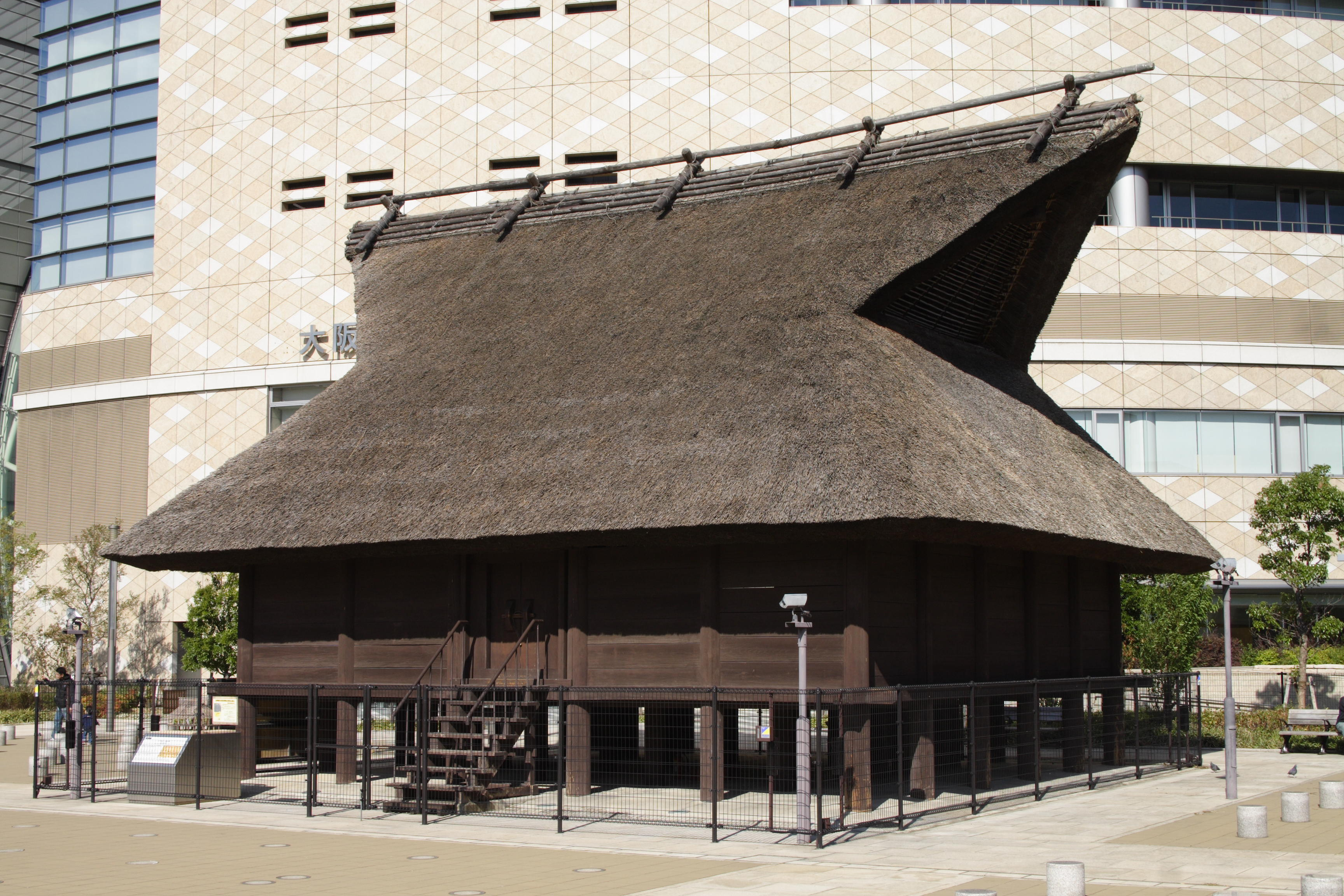
Reconstituição de um armazém do período Kofun.

Além das descobertas arqueológicas que indicam uma monarquia local na província de Kibi como um importante rival, a lenda de Yamato Takeru, um príncipe do século IV, faz alusão às fronteiras da província de Yamato e campos de batalha na região. Uma fronteira existia em algum ponto perto da província de Izumo (a região mais a leste da atual província de Shimane). Outra fronteira, em Kyushu, localizava-se em algum ponto ao norte de onde hoje se encontra a província de Kumamoto. A lenda conta que existia uma terra no leste de Honshu "cujo povo desobedeceu a corte imperial", levando Yamato Takeru a iniciar uma batalha. Aquele país rival podia estar localizado perto da região central de Yamato ou relativamente longe. A província de Kai e mencionada como um dos lugares onde o príncipe Yamato Takeru peregrinou em sua expedição militar.
A fronteira ao norte dessa época foi mencionada no Kojiki, associando-a à lenda da expedição do Shido Shogun (四道将軍). Dos quatro xoguns, Obiko foi em direção a Koshi, que situava-se no norte, e seu filho Take Nunakawawake rumou para os estados do leste. O pai se moveu do norte de Koshi para o leste, enquanto seu filho foi para o norte, sendo que eles finalmente se encontraram em Aizu (atual província de Fukushima). Apesar de essa lenda provavelmente não ser um fato histórico, Aizu é bem próximo do sul de Tohoku, onde se localizava o ponto mais ao norte sob a influência da cultura Kofun no século IV.

### Ōkimi

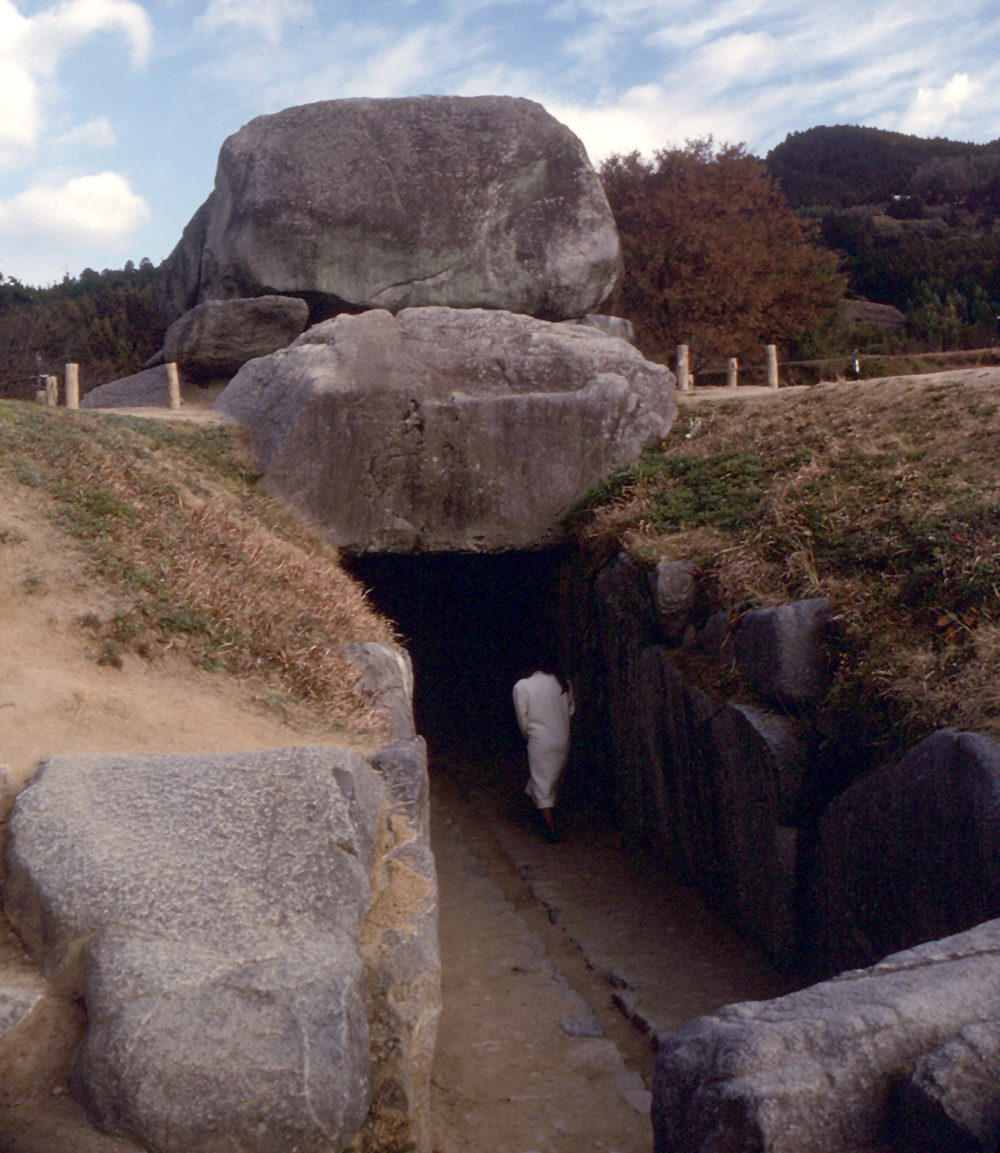
Um kofun coberto de barro (Ishibutai kofun em Nara)

Durante o período Kofun, uma sociedade altamente aristocrática com governantes militaristas se desenvolveu.
O período Kofun foi um estágio crítico na evolução do Japão em direção a um estado mais coeso e reconhecido. Esta sociedade desenvolveu-se mas na Região de Kinai e a parte mais ao leste do Mar Interior. Os governadores do Japão na época até peticionaram à corte chinesa a fim de confirmar seus títulos reais.
Enquanto os títulos dos governantes são diplomaticamente definidos como Rei, eles localmente se intitulavam como Ōkimi (Grande Rei) durante esta período. Inscrições em duas espadas, Espada Inariyama e Espada Eta Funayama têm registros de Amenoshita Shiroshimesu (治天下; "governando o Céu e a Terra") e Ōkimi(大王), sendo um governante ao qual os portadores dessas espadas estavam sujeitos. Isso revela que os governantes dessa época também se utilizaram das autoridades religiosas para justificar seus tronos como divindades celestiais. O título de Amenoshita Shiroshimesu Okimi foi usado até o século 7º, sendo substituído por Tenno.

### Clãs da Corte Yamato
Muitos desses clãs e chefes locais que compunham o governo Yamato reivindicaram a descendência da família imperial ou outros deuses tribais. A evidência arqueológica para tais clãs é encontrada na Espada Inariyama, na qual o portador gravou o nome de seus ancestrais para reivindicar sua origem do Ōbiko (大彦), que foi registrado no Nihon Shoki como um filho do Imperador Kogen. Por outro lado, há também um grande número de clãs que reivindicam suas origens da China ou da Península Coreana.
No Século V, o Clã Kazuraki (葛城氏), que descendia do lendário neto do Imperador Kogen, era a força mais proeminente na corte e conseguiu um casamento com a família imperial. Após o declínio de Kazukari no final do Século V , o Clã Otomo temporariamente tomou o seu lugar. Quando o Imperador Buretsu morreu sem nenhum herdeiro, foi Otomo no Kanamura quem indicou o Imperador Keitai, um parente imperial muito distante que residia na província de Koshi, como o novo monarca. No entanto, Kanamura renunciou devido ao fracasso de suas políticas diplomáticas, sendo a corte controlada pelos clãs Mononobe e Soga no começo do Período Asuka.

## Sociedade Kofun

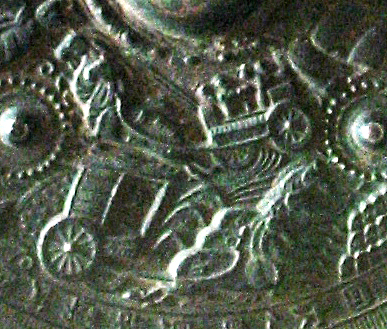
Detalhe de espelho de bronze presente no Museu Nacional de Tóquio.

### Toraijin
Os imigrantes chineses e coreanos que se naturalizaram no Japão antigo eram chamados de toraijin (渡来人). Eles introduziram muitos aspectos da cultura da China no Japão. Valorizando seu conhecimento e cultura, o governo Yamato concedeu tratamento preferencial aos toraijin. Os elementos da cultura chinesa introduzidos na Corte Imperial Yamato foram muito importantes. De acordo com o livro Shinsen Shōjiroku, compilado em 815 d.C., um total de 154 de 1 182 famílias nobres de Kinai na ilha de Honshu foram reconhecidas como pessoas com genealogia estrangeira. O livro especificamente menciona que 163 eram da China, sendo 104 de Baekje (Paekche na romanização antiga), 41 de Goguryeo, 6 de Silla e 3 de Gaya. Elas podem ser famílias que se mudaram para o Japão entre os anos 356-645 d.C..

### Migração chinesa
Muitas personalidades importantes também foram imigrantes da China. Os imigrantes chineses também tiveram uma influência considerável, de acordo com o Shinsen Shōjiroku, que foi usado como uma lista de membros da Corte. A Corte Imperial Yamato oficialmente editou a lista em 815, com 163 clãs chineses sendo registrados.
De acordo com o Nihon Shoki, o clã Hata, que era composto por descendentes de Qin Shihuang, chegou em Yamato em 403 (o 14º ano de Ōjin), levando o povo de 120 províncias. De acordo com o Shinsen Shōjiroku, o clã Hata se dispersou em várias províncias durante o reino do Imperador Nintoku e foi obrigado a empreender na sericultura e na fabricação de seda para a corte. Quando o Ministério das Finanças foi criado na Corte Yamato, Hata Ōtsuchichi (秦大津父) ficou encarregado como Ministro.
Em 409 (o 20º ano de Ōjin), Achi-no-Omi, o ancestral do clã Yamato-Aya, que também era composto por imigrantes chineses, chegou com o povo de 17 distritos. De acordo com o Shinsen Shōjiroku, Achi obteve a permissão para se estabelecer na província de Imaki. O clã Kawachi-no-Fumi, descendente do Imperador Gaozu de Han, introduziu aspectos da escrita chinesa na Corte Yamato.
O clã Takamuko é um descendente de Cao Cao. Takamuko no Kuromaro foi um membro central da Reforma Taika.

### Migração coreana
Entre os muitos imigrantes coreanos que se estabeleceram no Japão no começo do século 4º, alguns vieram a ser progenitores dos clãs japoneses. De acordo com o Kojiki e o Nihon Shoki, o registro mais antigo de um imigrante Silla é Amenohiboko, um príncipe legendário de Silla que se mudou para o Japão na era do Imperador Suinin, talvez por volta do século 3º ou 4º.
Baekje e Silla enviou seus príncipes como reféns à Corte Yamato em troca de apoio militar. Por exemplo, o Rei Muryeong de Baekje nasceu em Kyushu (Província de Chikuzen), no Japão, como um filho de refém em 462, e deixou um filho no Japão que se estabeleceu lá e tornou-se um ancestral do Yamato no Fubito (和史, "Escribas de Yamato"), um clã de menor nobreza. O Shoku Nihongi (続日本紀) descreve o clã Yamato-no-Fubito como um descendente distante de um príncipe exilado de Baekje, filho do Rei Muryeong de Baekje. Takano no Niigasa, desse clã, foi escolhido como uma concubina do Imperador Konin, e deu à luz o Imperador Kammu em 737, assim estabelecendo uma possível linha de descendência do Rei Muryeong de Baekje à Casa Imperial do Japão.

## Introdução do Budismo

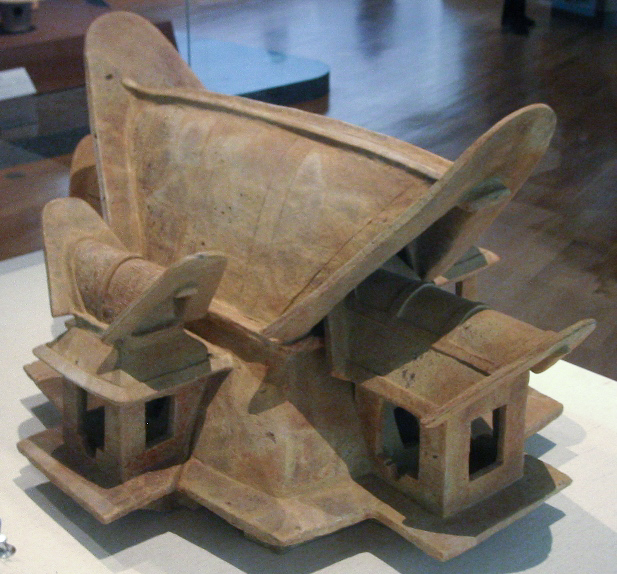
Casa haniwa existente no Museu Nacional de Tóquio.

No final do período Kofun verificaram-se mais trocas entre o Japão e a Ásia continental. O budismo foi introduzido vindo da Coreia, provavelmente por volta do ano 538, expondo o Japão a uma nova doutrina religiosa. Os Soga, uma família que frequentava a corte e que aumentou a sua importância em função da subida ao poder do imperador Kinmei, em 531, favoreceu a adopção do budismo e de modelos governamentais e culturais baseados no confucianismo chinês. Mas algumas famílias resistiram à adopção desta influência forasteira, como os Nakatomi (posteriormente conhecidos como Fujiwara), que eram os responsáveis pela execução dos rituais shinto na corte, e os Mononobe, um clã militar. Os Soga introduziram as políticas do modelo fiscal chinês, e criaram o primeiro tesouro nacional. A animosidade continuou entre os Soga e os clãs Nakatomi e Mononobe durante mais de um século, durante o qual os Soga tiveram algum ascendente.
Considera-se que o período Kofun acabou em 538, quando o uso dos elaborados kofun pelos Yamato e outras elites se perdeu, devido às novas crenças budistas, que punham maior ênfase no carácter efémero da vida humana. O uso de kofun manteve-se contudo até ao final do século VII, por pessoas comuns e elites de regiões distantes, e túmulos simples mas selectos continuaram a ser usados durante o período seguinte.